# 波氏裸燈魚
波氏裸灯鱼（学名：Gymnoscopelus bolini）为輻鰭魚綱燈籠魚目灯笼鱼科的其中一種，分布於南半球亞熱帶至南極間的海域，屬深海魚類，棲息深度可達4200公尺，體長可達28公分，可做為食用魚。

## 外部連結
波氏裸灯鱼的圖片 （页面存档备份，存于）

## 扩展阅读
維基物種上的相關：波氏裸灯鱼